# Кубок Карпат (пішохідний туризм)

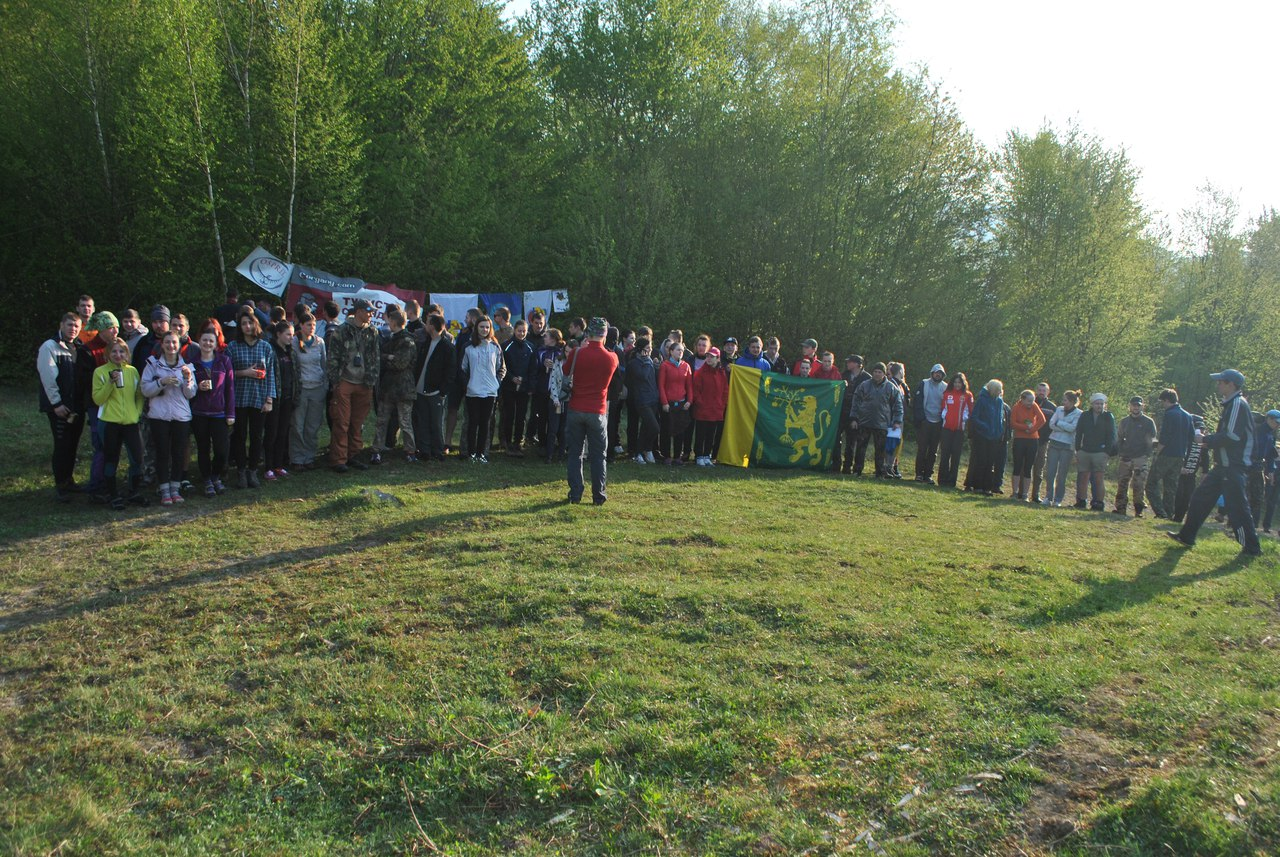
Учасники змагань на відкритті Кубку Карпат 2015 поблизу с. Сіль

Кубок Карпат, також Перегони — аматорський, некомерційний захід у межах Українських Карпат з пішохідного туризму організований Юрієм Олексійовичем Дьячеком.

## Загальні відомості

### Мета та завдання
- популяризація туризму серед молоді;
- загартування, оздоровлення, поліпшення фізичного виховання;
- удосконалення туристських вмінь та навичок;
- виявлення найсильнішої команди.

### Учасники
До участі у змаганнях допускаються команди навчальних закладів, позашкільних установ, молодіжних організацій, неформальних об'єднань та інші. Склад однієї команди — 10 осіб: 8 спортсменів (у тому числі не менше 2-і дівчини) та 2 керівники. Менший склад команди неприпустимий. До змагань допускаються команди з більшою кількістю учасників, за умови: кожний 11-й та 16-й учасник команди — дівчина. Склад учасників команди на старті та на фініші має бути не змінений. Вік учасників не менше 14 років.

### Час і місце проведення змагань
- Змагання проводяться наприкінці квітня на початку травня щороку.
- Про місце старту команди дізнаються заздалегідь, а саму нитку маршруту команда дізнається за 10 хвилин до старту.

## Історія
В 1994 році вперше розпочато історію туристських перегонів в Українських Карпатах. Перші перегони були проведені під егідою ОСК «Гарт» і в них виступили команди навчальних закладів профтехосвіти та ВУЗів України. Ідея перегонів буквально за декілька років набула широкої популярності серед студентської та учнівської молоді. Вже у 1998 році на старт вийшло 280 учасників, що боролися на дистанції понад 130 кілометрів.

## 1994 рік
I Змагання з туризму учнів та студентів Львівщини

## 1995 рік
У 1995 році відбулися змагання під назвою II Змагання з туризму учнів та студентів Львівщини, які проводились з 6 травня по 11 травня 1995 року. Старт усіх команд починався з Урочища Липа, що біля села Коростова, а далі йшов за маршрутом:
- Урочище Липа (біля Коростова) — висота (1121) — висота (1126) — окрема висота біля гори Стара Шабела — гора Кривий Верх — гора Парашка (1270) — урочище Велика Річка, біля водоспаду «Гуркало»

## 1996 рік
У 1996 році відбулись ІІІ Змагання з туризму учнів та студентів Львівщини, що проводились з 1 травня по 6 травня 1996 року. Стартували команди з села Кострина, та слідували по маршруту:
- с. Кострина — Лісопункт Станицький (між с. Чорноголова та Люта) — с. Буківцьово — с. Лумшори — висота 704, Хребет Стінка — с. Маюрки

## 1997 рік
IV Змагання з туризму учнів та студентів Львівщини
Дата проведення: 08.05 — 13.05 1997 року
Маршрут: с. Либохора (біля с. Тухля) — «Писана Криниця» — г. Високий Верх (1242 м) — г. Чорна Ріпа (1285 м) — перевал Прислоп (Хр. Боржава) — Ур. Делятин — Хр. Жлобки біля с. Сасівка.
Участь взяло 8 команд:
| Місце | Команда           | Капітан команди                | Загальний час руху команди |
| ----- | ----------------- | ------------------------------ | -------------------------- |
| 1     | СШ-56 «ВАРЯГИ»    | Нужний Олександр Володимирович | --//--                     |
| 2     | ЛДУ ІМ. І. ФРАНКА | Ельяшевський Юрій              | --//--                     |
| 3     | КОРАЛОВІ ПАЦЯТА   | Рак Юліан Мирославович         | --//--                     |
| 4     | ВАГІНТУР          | Вагін Максим Володимирович     | --//--                     |
| 5     | УНПО "ПЛАСТУН     | --//--                         | --//--                     |
| 6     | ПТУ — 52          | Дєньгін Юрій Миколайович       | --//--                     |
| 7     | ГАРТ              | --//--                         | --//--                     |
| 8     | УСС (ФАНТОМ)      | Василина Юрій Іванович         | --//--                     |

## 1998 рік
V Змагання з туризму учнів та студентів Львівщини
Дата проведення: 29.04 — 04.05 1998 року
Маршрут: ст. Скотарське — с. Ялинкувате — г. Високий Верх (1242 м) — г. Магій (1281 м) — г. Хом (1344 м) — ур. Ільма — переправа — ур. Погоречха — перевал «Газовий» біля висоти 680 м (околиці с. Ілемня).
Участь взяла 21 команда:
| Місце | Команда                   | Капітан команди                | Загальний час руху команди |
| ----- | ------------------------- | ------------------------------ | -------------------------- |
| 1     | ВАРЯГ СШ — 56             | Нужний Олександр Володимирович | --//--                     |
| 2     | БЮТ — ТУР                 | Копанський Сергій Васильович — | --//--                     |
| 3     | ВАГУНДА                   | Вагін Максим Володимирович     | --//--                     |
| 4     | ПЕРЕВАЛ — 2               | --//--                         | --//--                     |
| 5     | ЛДУ — 2                   | Ельяшевський Юрій              | --//--                     |
| 6     | СТ. ЛДУ                   | --//--                         | --//--                     |
| 7     | АКАДЕМІЧНА ГІМНАЗІЯ       | Козак Ярослав                  | --//--                     |
| 8     | УСС — 2                   | Козій Тарас Васильович         | --//--                     |
| 9     | КОРАЛОВІ ПАЦЯТА           | Рак Юліан Мирославович         | --//--                     |
| 10    | ПОЛІТЕХНІК — 1            | --//--                         | --//--                     |
| 11    | ПТУ — 60                  | Кончаківський Степан Петрович  | --//--                     |
| 12    | ЛДУ — 1                   | --//--                         | --//--                     |
| 13    | ПТУ — 52 «ЛЕГЕНДА»        | Дєньгін Юрій Миколайович       | --//--                     |
| 14    | ПОЛІТЕХНІК — 2            | --//--                         | --//--                     |
| 15    | УСС — 1                   | Карпа Михайло Ярославович      | --//--                     |
| 16    | НАГІРЯНСЬКА СШ            | Білий Тарас Володимирович      | --//--                     |
| 17    | Х — ФІЛЕС                 | --//--                         | --//--                     |
| 18    | СКОРПІОНС                 | --//--                         | --//--                     |
| 19    | УНПО — «ПЛАСТУН»          | --//--                         | --//--                     |
| 20    | УКРАЇНСЬКЕ КОЗАЦТВО (П\К) | Хороб Максим Антонович         | --//--                     |
| 21    | СКАЙГУКИ (П\К)            | --//--                         | --//--                     |

## 1999 рік
VI Змагання з туризму учнів та студентів Львівщини
Дата проведення: 05.05 — 11.05 1999 року
Маршрут: Яремче — г. Синечка (1400 м) — пер. між горами Ігровець та Лопушна (Хр. Матахів) — перевал між витоками річки Лімниця та хутором Німецька Мокра — перевал «Медвежий», біля витоку річки Озерянка — верх хутора Береги — перевал «Сізіфа» пд-зх бік висоти 1496 м — річка Бистрая — вершина «Композиція», біля г. Магура (1107 м) — перевал Торунський.
Участь взяла 21 команда:
| №  | Команда                    | Капітан команди                | Загальний час руху команди | Місце |
| -- | -------------------------- | ------------------------------ | -------------------------- | ----- |
| 1  | «ТУРКЛУБ СТ — 1»           | Рузак А. Б.                    | 49,38                      | І     |
| 2  | «МАККАБІ»                  | Горобець О. В.                 | 46,57                      | І     |
| 3  | «БИСТРИЦЯ» БЮТ             | Олексів Тарас Ігорович         | 57,28                      | II    |
| 4  | «Х — ФАЙЛИ»                | Решетило Остап С.              | 60,39                      | II    |
| 5  | «ПОГУЛЯНКА»                | Хороб Максим Антонович         | 64,03                      | III   |
| 6  | «ПЛАСТ»                    | Опир Т. Ю.                     | 80,05                      | III   |
| 7  | «ВАРЯГИ» СШ — 56           | Нужний Олександр Володимирович | 64,44                      | 4     |
| 8  | ПТУ — 52                   | Дєньгін Юрій Миколайович       | 74,57                      | 4     |
| 9  | «АЛЬФА» — ДУ «ЛП»          | Сідоренко А. І.                | 70,53                      | 5     |
| 10 | ПТУ — 60 «РАВА — РУСЬКА»   | Кончаківський Степан Петрович  | 75,07                      | 5     |
| 11 | УАД                        | Онишко Р. Б.                   | 75,50                      | 6     |
| 12 | ЛДАУ                       | Сайковський Ю. Л.              | 76,06                      | 7     |
| 13 | УСС                        | Василина Юрій Іванович         | 80.25                      | 8     |
| 14 | «КОЗАЦТВО — 1»             | Юзич Юрій Петрович             | 54,09                      | 9     |
| 15 | «ФІРН» — БЮТ               | Новак Р. В.                    | 75,59                      | 10    |
| 16 | ДУ «ЛП» — 2                | Фіялкович І. М.                | 81,30                      | 11    |
| 17 | «ШТОРМ» — БЮТ, ЗАЛІЗН. Р-Н | Копанський Сергій Васильович   | 51,20                      | Знята |
| 18 | «БЕСКИД» — ЛДУ             | Дереженець Дмитро Валентинович | 79,55                      | Знята |
| 19 | «КОЗАЦТВО» — 2             | Мудрик Святослав               | ---                        | Знята |
| 20 | «ВАГІНТУР»                 | Вагін Максим Володимирович     | 48.42                      | Знята |
| 21 | «ПАТЛАТІ СВИНІ»            | Дуванов О. А.                  | 72,55                      | Знята |

## 2000 рік
У 2000 році змагання не проводились.

## 2001 рік
VII Відкритий чемпіонат Львівського ОСК «ГАРТ» з туризму
Дата проведення: 08.05 — 14.05 2001 року
Маршрут: смт. Славсько, база відпочинку «Опір» — г. Погар — окрема висота на кордоні, неподалік Багна — перевал «Грозовий», біля г. Кругла (1342) — перевал Вишківський — г. Менчул (1450) — г. Молода (1723) — Лісопункт «Лужак» — Лісопункт «Осмолода» — г. Грофа (1748) — г. Попаддя (1740) — Перевал Легіонів (1110) — висота 1190 — с. Климпуші — г. Плоска (1352) — Яблуницький перевал
Участь взяло 8 команд:
| Місце | Команда         | Капітан команди  | Загальний час руху команди |
| ----- | --------------- | ---------------- | -------------------------- |
| 1     | «Фантом»        | Василина Ю. І.   | --//--                     |
| 2     | «Фірн» — БЮТ    | Тибінка О. С.    | --//--                     |
| 3     | «Альфа»         | Азарський Ю. І.  | --//--                     |
| 4     | ЛДАУ            | --//--           | --//--                     |
| 5     | СШ — 34         | Лешківець І. Б.  | --//--                     |
| 6     | «Патлаті свині» | Рак Ю.           | --//--                     |
| 7     | ЛАГімназія      | Козак Ярослав    | --//--                     |
| 8     | «Х — файли»     | Копанський С. В. | --//--                     |

## 2002 рік
VIII Відкритий чемпіонат Львівського Обласного Управління з фізичного виховання та спорту зі спортивного туризму «Туристські Перегони — 2002»
Дата проведення: 09.05. — 15.05.2002 року
Маршрут: водоспад Гуркало, ур. Велика Річка, с. Корчин — перевал «Гостинний», гора Кривий Верх (1072 м) — табір Шукаєва, біля гори Стара Шабела — гора Високий Верх (1176 м) — висота 885 м — перевал «Руський Шлях» — гора Полонина Руна — гора Лаутанська Голиця — гора Макарки (541 м) — середина між селами Дубриничі та Зарічово.

## 2003 рік
IX відкритий чемпіонат Львівського Обласного Управління з фізичного виховання та спорту зі спортивного туризму «Кубок Карпат — 2003»
Дата проведення: 30.04 — 06.05.2003 року
Маршрут:
Участь взяло 8 команд:
| Місце | Команда                 | Капітан команди           | Загальний час руху команди |
| ----- | ----------------------- | ------------------------- | -------------------------- |
| 1     | ДАРУ ЛНУ ім. Ів. Франка | Тарасенко Богдан          | 35,44                      |
| 2     | «Альфа»                 | Азарський Ю. І.           | 49,47                      |
| 3     | «Фантом»                | Винокур М. М.             | 50,33                      |
| 4     | «Торнадо»               | Василина Ю. І.            | 51,13                      |
| 5     | «Горяни»                | Білий Тарас Володимирович | 55,05                      |
| 6     | «Патлаті свині»         | Рак Ю.                    | --//--                     |
| 7     | «Юний екстрем»          | --//--                    | --//--                     |
| 8     | «Ватра»                 | --//--                    | --//--                     |

## 2004 рік
X ювілейний відкритий чемпіонат Львівського Обласного Управління з фізичного виховання та спорту зі спортивного туризму «Кубок Карпат — 2004»
Дата проведення:30.04 — 06.05.2003 року
Маршрут:Гора Лиса — перевал К. К. — гора Пянула Верхня — гора Шавна — гора Хом — гора Верх Должка Велика — гора Красная — гора Скогуров Верх — північний край села Сенечів — хр. Розтока — «Писана Краниця» — гора Круглая — підніжжя гори Маридиков.
Участь взяло 12 команд:
| Місце | Команда         | Капітан команди               | Загальний час руху команди |
| ----- | --------------- | ----------------------------- | -------------------------- |
| 1     | «Фантом»        | Василина Ю. І.                | 57,00                      |
| 2     | «Горяни»        | Білий Тарас Володимирович     | 61,15                      |
| 3     | «Near Bird»     | Бачинський Павло              | 65,40                      |
| 4     | «Равчани»       | Кончаківський Степан Петрович | 66,30                      |
| 5     | «Юний екстрім»  | Тибінка О. С.                 | --//--                     |
| 6     | «Патлаті свині» | Рак Ю.                        | --//--                     |
| 7     | «Стрий»         | Бовдур Я. Т.                  | --//--                     |
| 8     | ВПУ — 52        | Дєньгін Юрій Миколайович      | --//--                     |
| 9     | ЛДАУ            | Самковський Юрій Леонідович   | --//--                     |
| 10    | «Плай»          | --//--                        | --//--                     |
| 11    | ЗУІІТУ          | --//--                        | --//--                     |
| 12    | ВПУ — 8         | --//--                        | --//--                     |

## 2005 рік
XI відкритий чемпіонат Львівського Обласного Управління з фізичного виховання та спорту зі спортивного туризму «Кубок Карпат — 2005»
Дата проведення: 06.05 — 12.05.2005 року
Маршрут: с. Сянки — гора Щавенка (951 м) — перевал «Вовчий» — полонина Верхня — гора Вовча (691 м) — с. Риків — гора Високий Верх (1176 м) — гора Мінгол (1085 м) — гора Шимонець (1130 м) — перевал Порт Артур — с. Кіндратів — гора Кругла — висота 830 м — гора Мельнічная (818 м) — гора Турков — гора Повзоло (819 м) — гора Рівна гора (765 м) — пер. «Норвезький Камінь» — пер. «Кам'яних Ідолів» — с. Верхнє Синьовидне.
Участь взяло 10 команд:
| Місце | Команда                                  | Капітан команди               | Загальний час руху команди |
| ----- | ---------------------------------------- | ----------------------------- | -------------------------- |
| 1     | «Біля пташки»                            | Бачинський Павло              | 35,15                      |
| 2     | «Фантом» — БЮТ, Залізн. р-н              | Василина Юрій Іванович        | 39,37                      |
| 3     | «Равчани» Рава-Руський професійний ліцей | Кончаківський Степан Петрович | 42,30                      |
| 4     | ВПУ — 52                                 | Дєньгін Юрій Миколайович      | 41,50                      |
| 5     | «Патлаті свині»                          | Рак Ю.                        | 43,45                      |
| 6     | ЛДАУ                                     | Самковський Юрій Леонідович   | 51,40                      |
| 7     | «Екстрим»                                | --//--                        | --//--                     |
| 8     | ЗУІІТУ                                   | --//--                        | --//--                     |
| 9     | «Горяни»                                 | Білий Тарас Володимирович     | --//--                     |
| 10    | ЛДФА                                     | Галайтатий Григорій Давидо    | --//--                     |

## 2006 рік
XII відкритий чемпіонат Львівського Обласного Управління з фізичного виховання та спорту зі спортивного туризму «Кубок Карпат — 2006»
Дата проведення: 05.05 — 11.05.2006 року
маршрут:станція Татарів (Кремінці) — хребет з висотою 1256 м — гора Грегіт (1472 м) — перевал біля висоти 1237 м в околицях м. Верховина — м. Верховина — окрема висота біля гори 1358 м в околицях с. Замагора — висота 1287 м біля с. Красник — висота 1585 м — гора Кукуль (1539 м) — гора Верх Дебрі (1237 м) — перевал Яблуницький.
Участь взяли 10 команд:
| Місце | Команда                                  | Капітан команди               | Загальний час руху команди |
| ----- | ---------------------------------------- | ----------------------------- | -------------------------- |
| 1     | «Альфа»                                  | Азарський Юрій Іванович       | 50,19                      |
| 2     | «Фантом» — БЮТ, Залізн. р-н              | Василина Юрій Іванович        | 50,37                      |
| 3     | «Равчани» Рава-Руський професійний ліцей | Кончаківський Степан Петрович | 52,02                      |
| 4     | «Легенда» — ВПУ — 52                     | Дєньгін Юрій Миколайович      | --//--                     |
| 5     | «Патлаті свині»                          | --//--                        | 43,07                      |
| 6     | ЛДАУ                                     | Самковський Юрій Леонідович   | --//--                     |
| 7     | «Вікторія» — ЛДІНТУ                      | --//--                        | --//--                     |
| 8     | «Плай» — Рава-Руський МБДЮТ              | --//--                        | 52,47                      |
| 9     | «Горяни»                                 | Білий Тарас Володимирович     | --//--                     |
| 10    | ЛНУ — ім. Ів. Франка                     | --//--                        | --//--                     |

## 2007 рік
XIV відкритий чемпіонат Львівського Обласного Управління з фізичного виховання та спорту зі спортивного туризму «Кубок Карпат — 2007»
Дата проведення: 29.04 — 05.05.2007 року
Маршрут: сан. «Карпати» — гора Борліол Діл (1017 м) — гора Мартинський Камінь (969 м) — гора Береговий Діл (926 м) — гора Бужора (1085 м) — полонина «Рогатина» — перевал Сухий — гора Любляна (910 м) — долина річки Козяй — хребет Кичера — гора Кам'янка (1578 м) — вершина «Рено» біля річки Бистрая — сідловина між горою Висока Клева (1110 м) та хребтом Смерек (1421 м) — гора Солеще (1092 м) — висота Шпиг (953,8 м) — гора Рабочин (1009 м) — перевал Бескид.

## 2009 рік
XVI відкритий чемпіонат Львівського обласного управління з фізичного виховання та спорту зі спортивного туризму «Кубок Карпат — 2009»
Дата проведення: 29.04 — 05.05.2009 року
Маршрут: санаторій «Карпати» — гора Середній Верх (980 м) — верх гори 688 м — перехрестя доріг біля с. Маюрки — дорога за селом Мокра — висота 826 м — схід села Липовець — водоспад «Воєводин», Полонина Руна — злиття потоків Прилучний та Шипіт — хребет Велика Гранка — перевал «Авіаційний» — перевал Середньоверецький — гора Бердо (1196 м) — гора Менчил — гора Маківка — вершина «Бажань» (881 м) — урочище Кобилець.
Участь взяло 11 команд:
| Місце | Команда                                                  | Капітан команди                            | Загальний час руху команди |
| ----- | -------------------------------------------------------- | ------------------------------------------ | -------------------------- |
| 1     | «Фантом» — ЦТК Левандівка                                | Винокур Максим Миколайович                 | 50,22                      |
| 2     | «Патлаті свині»                                          | Рак Юліан Мирославович                     | 62,53                      |
| 3     | «Фенікс» — НЛУУ                                          | Василина Ірина Іванівна                    | 70,47                      |
| 4     | «Тапки» — Залізничний р-н                                | Чаус Тарас Михайлович                      | 63,34                      |
| 5     | «Торнадо» — ЦТК Левандівка + «Немезіда» — ЦТК левандівка | Василина Юрій Іванович Бурда Юрій Іванович | 71,05                      |
| 6     | «Альфа»                                                  | Азарський Юрій Іванович                    | 22,33                      |
| 7     | «Галичани» — СШ — 34                                     | Лешківець Ігор Богданович                  | --//--                     |
| 8     | ЛДФА                                                     | Галайтатий Григорій Давидович              | 27,15                      |
| 9     | ВПУЗТ                                                    | Дєньгін Юрій Миколайович                   | 23,17                      |
| 10    | ЛНАУ                                                     | Самковський Юрій Леонідович                | --//--                     |
| 11    | Коледж ЛДІНТУ ім. Чорновола                              | Леськьв Володимир Володимирович            | --//--                     |

## 2010 рік
XVII відкритий чемпіонат Львівського обласного управління з фізичного виховання та спорту зі спортивного туризму «Кубок Карпат — 2010»
Дата проведення: 30.04 — 06.05.2010 року
Маршрут: с. Кваси — вершина гори Мензул Малий (1379 м) — перевал «Ісландія» — гора Кінець (1302 м) — потік Плайський — перевал «Вівчар» — гора Гробост мензул — полонина Красна — гора Стримба (1719 м) — перевал «Лісорубів» — перевал «Сухар» — ріка Озерянка
Участь взяли 11 команд:
| Місце | Команда             | Капітан команди                 | Загальний час руху команди |
| ----- | ------------------- | ------------------------------- | -------------------------- |
| 1     | «Тапки»             | Чаус Тарас Михайлович           | 46,17                      |
| 2     | «Гумаки»            | Дєньгін Юрій Миколайович        | 49,59                      |
| 3     | «ГАЗ — М'ЯС»        | Лешківець Ігор Богданович       | 63,32                      |
| 4     | «Фантом»            | Василина Юрій Іванович          | 62,49                      |
| 5     | «Фенікс»            | Дубчук Валерій Григорович       | 63,40                      |
| 6     | «Равчани»           | Кончаківський Степан Петрович   | 57,58                      |
| 7     | «Альфа»             | Азарський Юрій Іванович         | 75,06                      |
| 8     | «ХХХ»               | Медведєв Олег Альбертович       | 47,52                      |
| 9     | «Вовкулаки»         | Бурда Юрій Іванович             | 53,43                      |
| 10    | ЛІНТТ ім. Чорновола | Леськів Володимир Володимирович | --//--                     |
| 11    | ЛНАУ                | Самковський Юрій Леонідович     | --//--                     |

## 2011 рік
XVIII відкритий чемпіонат Львівського обласного управління з фізичного виховання та спорту зі спортивного туризму «кубок карпат — 2011»
Дата проведення: 30.04 — 06.05.2011 року

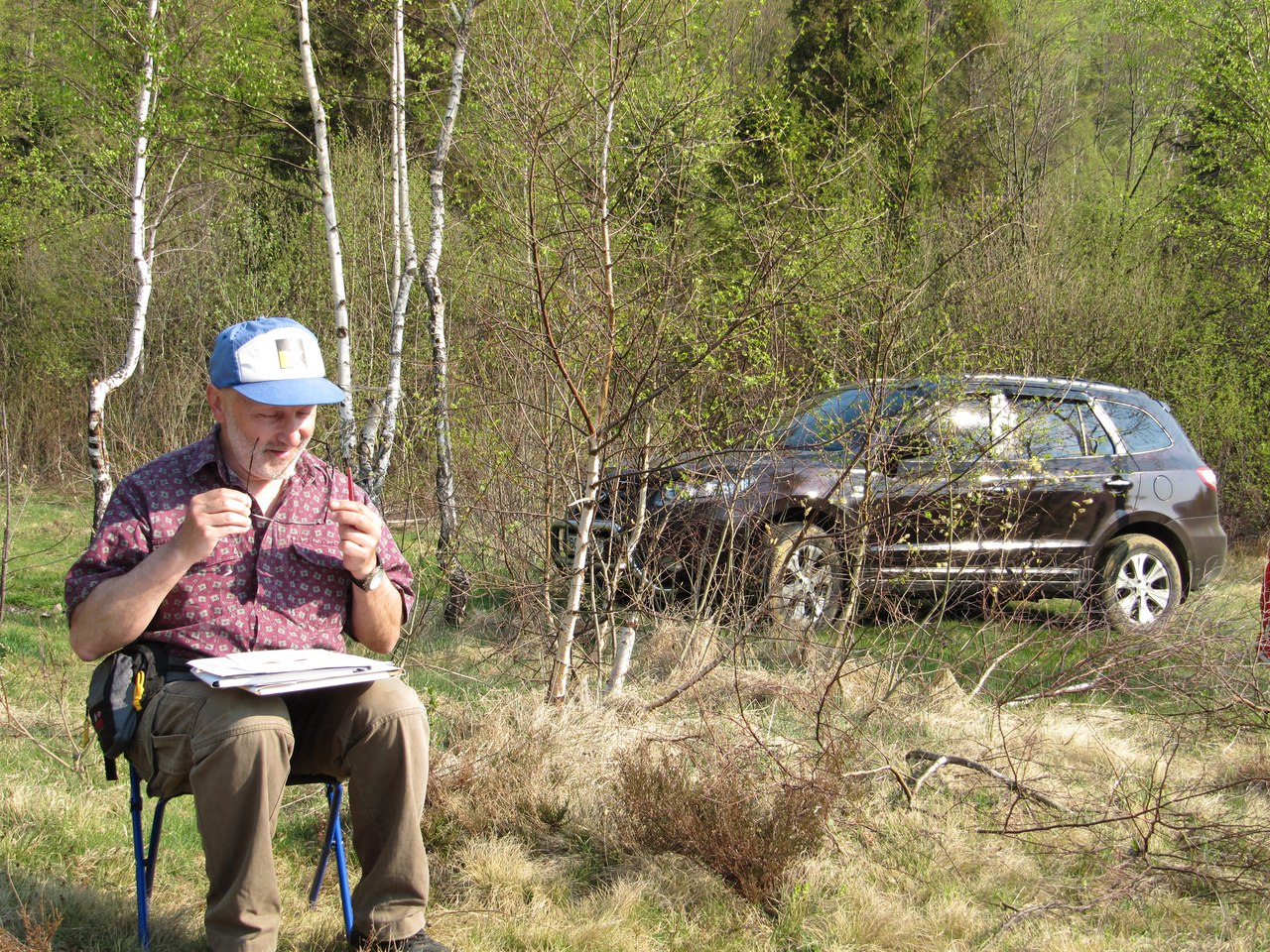
Ю. О. Дьячек на старті (біля водоспаду «Гуркало»)

Маршрут: водоспад «Гуркало», урочище Велика Річка, с. Корчин — с. Крушельниця — перевал «Первоцвіт» (між селами Ямельниця та Орів) — окрема висота на хребті — вершина «Пасхальний Верх», поруч із сел. Східниця — висота 675 м — вершина Раточина (район хутора Баня Котовская) — гора Магура (729 м) — окрема висота на хребті, біля с. Жданівка — с. Жданівка, садиба «Родинне Гніздо» — перевал «Квадро», біля с. Жданівка — висота 806 м — гора Матин (792 м) — гора Вершки — гора «Роксоланин Верх» — висота 717 м — висота 732 м, біля с. Велика Сушиця — верх села Поляна, біля м. Хирів
Участь взяли 13 команд:
| Місце | Команда              | Капітан команди                 | Загальний час руху команди |
| ----- | -------------------- | ------------------------------- | -------------------------- |
| 1     | «Фантом»             | Кадай Назар Степанович          | --//--                     |
| 2     | «Равчани»            | Кончаківський Степан Петрович   | --//--                     |
| 3     | «Мішки Гаммі»        | Медведєв Олег Альбертович       | --//--                     |
| 4     | ЛДУФК                | Лабарткава Костянтин            | --//--                     |
| 5     | «Тапки»              | Чаус Тарас Михайлович           | --//--                     |
| 6     | «Вовкулаки»          | Бурда Юрій Іванович             | --//--                     |
| 7     | «Гумаки»             | Дєньгін Юрій Миколайович        | --//--                     |
| 8     | «Галицький Кіш»      | Лешківець Ігор Богданович       | --//--                     |
| 9     | «Альфа»              | Азарський Юрій Іванович         | --//--                     |
| 10    | ЛНАУ                 | Самковський Юрій Леонідович     | --//--                     |
| 11    | «Патлаті Свині»      | Рак Юліан Мирославович          | --//--                     |
| 12    | ЛДІНТУ ім. Чорновола | Леськів Володимир Володимирович | --//--                     |
| 13    | «Фант — 4»           | --//--                          | --//--                     |

## 2012 рік

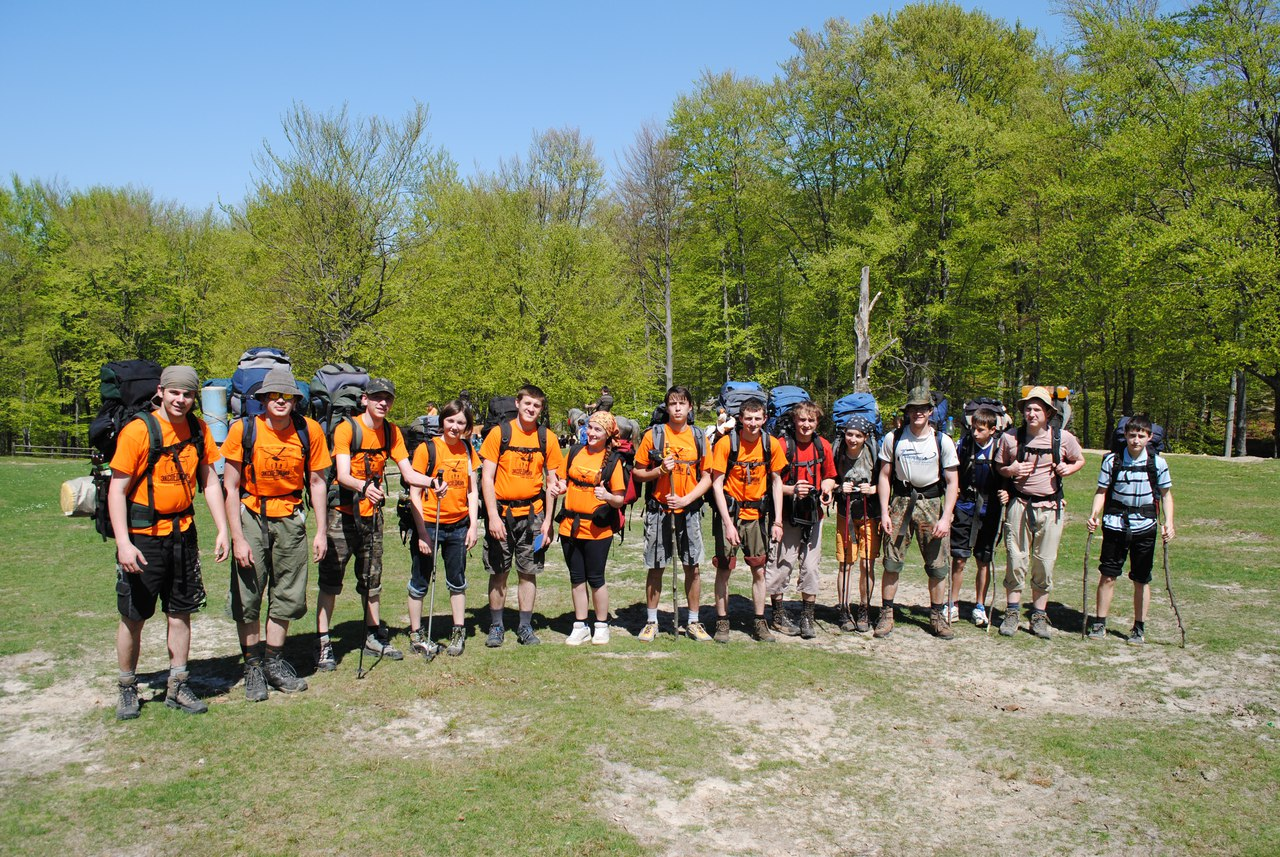
Команда «Тапки» на старті (Скелі Довбуша)

XIX відкритий чемпіонат Львівського обласного управління з фізичного виховання та спорту зі спортивного туризму «Кубок Карпат — 2012»
Дата проведення: 29.04 — 05.05.2012 року
Маршрут: «Скелі Довбуша», біля с. Бубнище — гора Терча — перевал «Князя Володимира» — гора Широка (1265 м) — перевал «Два Д» (між Кляузою та лісопунктом Соболь) — гора Чирак — озеро Хащоване — гора Перехрестя (924 м) — перевал «Фестивальний» — висота 848 м — перевал «П'ятниця — 13» між селами Голятин та Лелечин — гора Сплина (825 м) — гора Шавина (956 м) — гора Магура (1088 м) — верх села с. Тибава
Участь взяли 9 команд:
| Місце | Команда                                         | Капітан команди                 | Загальний час руху команди |
| ----- | ----------------------------------------------- | ------------------------------- | -------------------------- |
| 1     | «Тапки»                                         | Чаус Тарас Михайлович           | 52,30                      |
| 2     | «Ведмедики Гаммі»                               | Медведєв Олег Альбертович       | 54,52                      |
| 3     | «Гумаки»                                        | Дєньгін Юрій Миколайович        | 61,21                      |
| 4     | «Фантом»                                        | Паращак Ірина Володимирівна     | 73,38                      |
| 5     | «Альфа»                                         | Азарський Юрій Іванович         | --//--                     |
| 6     | «Білі Вовки»                                    | Широкий Тимофій Вячеславович    | --//--                     |
| 7     | «Равчани»                                       | Кончаківський Степан Петрович   | 40,24                      |
| 8     | Технологічний коледж НУ «Львівська політехніка» | Леськів Володимир Володимирович | --//--                     |
| 9     | ЛІЕПТ ім. Чорновола                             | Леськів В. В.                   | --//--                     |

## 2013 рік
XX-ий, Ювілейний відкритий чемпіонат Львівського обласного управління Комітету з фізичного виховання та спорту
МОН України зі спортивного туризму «Кубок карпат — 2013»
Дата проведення: 28.04. — 04.05.2013 року
Маршрут: галявина поруч з базою відпочинку Надвірнянського лісокомбінату, в лісопарковій зоні села Лоева, Надвірнянського р-ну, Івано-Франківської області — Вершина «Нафтова» — Міст через річку Зелениця — Перевал «Оленевий Збіг» (між г. Полєнські і г. Медвежик) — Гора Плоска (1352 м) — Вершина гори Чорна Клева (1719 м) — Лісоділянка — урочище Апшинець. Навчально-наукова база «Ясіня», географічного факультету, Київського національного університету ім. Т. Шевченка — Перевал Легіонів — Полонина Рущина — Перевал «Крокус», за хребтом Чортка — Верховина — Перевал Скиток.

## 2015 рік
XXII відкритий чемпіонат Львівського обласного відділення Комітету з фізичного виховання та спорту МОН України зі спортивного туризму під гаслом — «Будь готовий до захисту Вітчизни»
Дата проведення: 30.04 — 08.05.2015 року
Маршрут: галявина в околицях села Сіль, Великоберезнянського району Закарпатської області — вершина «Цукрова» — вершина гори «Яворник» — перевал «Під Ліщинкою» — Перевал «Під Красією». — перевал — вершина гори Лютянська Голиця 1374 м — вершина гори Полонина Руна 1479 м — вершина гори Остра Гора 1405 м — перевал Руський путь — вершина гори Пікуй 1408 — село Кривка (турбаза Лілія) — вершина гори Добце 1041 м — Вершина на хр. Довжки — вершина гори Мала Росохачка — перевал Улюблений — вершина гори Зелена — вершина гори Добжана — турбаза Карпати с. Дубино.
Участь взяло 11 команд:
| Місце | Команда               | Капітан команди                | Загальний час руху команди |
| ----- | --------------------- | ------------------------------ | -------------------------- |
| 1     | «Білі Вовки»          | Широкий Тимофій Вячеславович   | 62,50                      |
| 2     | Ферментація           | Петрик Павло Володимирович     | 82,52                      |
| 3     | «Ведмедики Гаммі»     | Медведєв Олег Альбертович      | 85,52                      |
| 4     | Діти капітана Гранта  | Бурда Юрій Іванович            |                            |
| 5     | «Альфа»               | Азарський Юрій Іванович        |                            |
| 6     | «Тапки»               | Чаус Тарас Михайлович          |                            |
| 7     | Опришка               | Онишків Михайло Зіновійович    |                            |
| 8     | Дикі поні             | Капраль Юрій Романович         |                            |
| 9     | «Фантом»              | Опенько Святослав Анатолійович |                            |
| 10    | Львівська політехніка | Костючко Василь Миколайович    |                            |
| 11    | Аграрна академія      | Самковський Юрій Леонідович    |                            |